# Ficologia

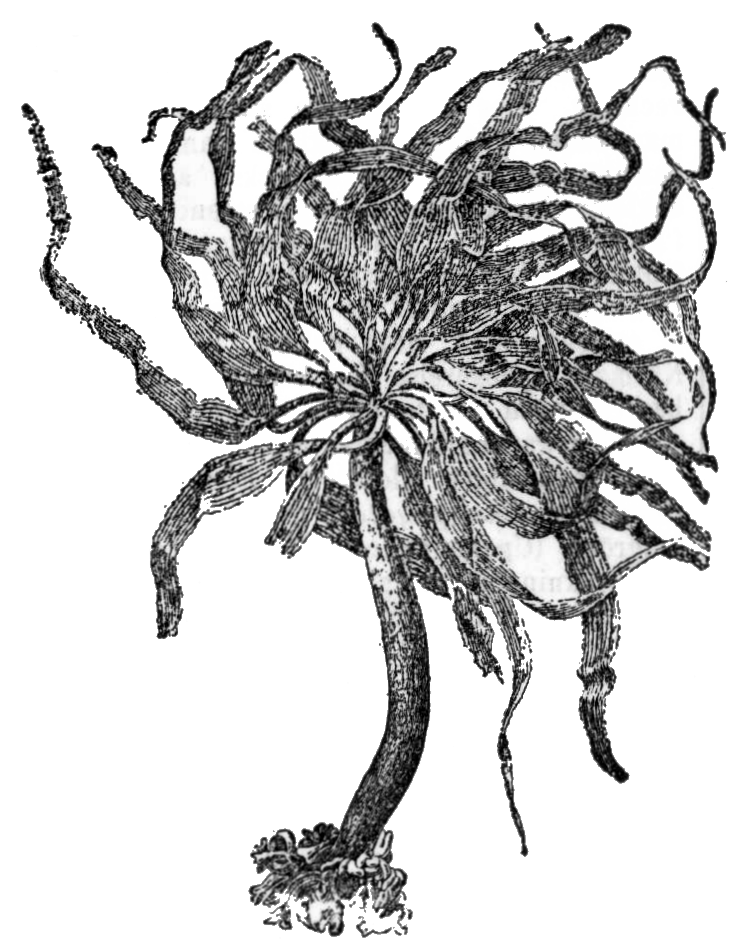
A alga Postelsia palmaeformis, na decimonónica enciclopédia Nordisk familjebok

A ficologia ou algologia (do grego φῦκος, alga, do que deriva o termo em latim fucus, e -λογία, tratado, estudo) ou algologia (do latim algum, algae) é uma disciplina da botânica que se dedica ao estudo científico das algas.
Considera-se algas à maior parte dos organismos autótrofos fotosintetizadores que não são plantas propriamente ditas. São os principais fotosintetizadores na maioria dos ecossistemas áquáticos. Muitas espécies são unicelulares, ainda que só as pluricelulares podem chegar a atingir grandes dimensões, com excepção da grande variedade de algas sifonais unicelulares que chegam a medir vários centímetros e a formar jardins unicelulares. A ficologia também inclui o estudo de organismos procariotas, formas conhecidas antes como algas verdeazuladas (algas cianofíceas) e agora como [cCianobacteria]]s.

## História
A historía da ficologia está unida à da botânica desde as suas origens (como a de outras subdisciplinas desta, por exemplo a micologia, que estuda os fungos).
Desenvolvida pelos primeiros botânicos, enriquecida por outras subdisciplinas como a etnobotânica ou a taxonomia, e evoluída como a própria botânica pelo desenvolvimento dos estudos químicos a nível macromolecular, especialmente os estudos genéticos.
Por conseguinte, foram os gregos (Teofrasto, Dioscórides) os primeiros em estudar as algas às que nomearam como plantas marinhas ( φῦκος - phykos ). Durante os séculos XVI e XVII foram incluídas nos inventários botânicos e com frequência classificadas dentro das criptógamas como na obra Prodromus theatri botanica (1620) de Gaspar Bauhin. Já no século XVIII Linnaeus as separa com algumas excepções do resto de criptógamas em sua obra Species Plantarum (1753).

## Sistémica
A comparação de genes e genomas tem permitido excluir por completo que as algas sejam um grupo monofilético, merecedor de ser tratado como um taxon; é pelo contrário um conjunto polifilético. O conceito segue sendo útil em campos como a ecologia ou a biotecnologia.